# ヨハン・ヤーコブ・ベルンハルディ
ヨハン・ヤーコブ・ベルンハルディ（Johann Jakob Bernhardi、1774年9月1日 - 1850年5月13日）は、ドイツの医師、植物学者である。

## 略歴
エアフルトに生まれた。エアフルト大学で医学と植物学を学んだ。卒業後、エアフルトで医師をしばらく開業した後、1799年にガルテンシュトラーセ（Gartenstraße）の植物園の園長に任じられ、1809年にはエアフルト大学の植物学、動物学、鉱物学、薬用植物の教授となった。没する1850年まで、植物園長を続けた。
ベルンハルディは他の植物学者から標本を購入し、標本の交換を通じて、大きな植物標本コレクションを作りあげた。北米、南米、アジア、アフリカの種を含んで、60,000の種に達した。この標本はベルンハルディの没後、ドイツ生まれのアメリカ合衆国で働いた植物学者、ジョージ・エンゲルマンの仲介で、ミズーリ植物園の創設者ヘンリー・ショーによって購入され、ミズリー植物園の標本館（当時の呼称、"Missouri Botanical Garden herbarium"）のコレクションの中核となった。
「チューリンゲン庭園新聞」（Thüringischen Gartenzeitung）や「ドイツ一般庭園雑誌」（the Allgemeinen deutschen Gartenmagazin）
を編集した。
いくつかの種を記載し、そのなかにはEpipactis atrorubensなどのラン科の種やヴァイマルのヨハン・ヴォルフガング・フォン・ゲーテの家の庭で見つかったとげのないバラ、Rosa×francofurtanaなどもある。トウダイグサ科の属名、Bernhardiaに献名された
。

## 著作
- Catalogus plantarum horti Erfurtensis, 1799.
- Systematisches Verzeichnis der Pflanzen, welche in der Gegend um Erfurt gefunden werden, 1800 - Systematic catalog of plants that are found in the vicinity of Erfurt.
- Anleitung zu Kenntnis der Pflanzen, 1804 - Botanical instruction manual.
- Beobachtungen über Pflanzengefäße, 1805 - Observations involving planters.
- Ueber den Begriff der Pflanzenart und seine Anwendung, 1835 - On the concept of "species" and its application.